# TYPE-MOON
TYPE-MOON은 일본의 게임 회사 유한회사 노츠(有限会社ノーツ)의 브랜드로, 나스 키노코와 타케우치 타카시의 동인 게임 제작 집단으로 시작하였다.

## 소속인
- 코야마 히로카즈(디자인, 일러스트, 채색, 그래픽, 배경)
- 아오츠키 타카오(그래픽 채색)
- BLACK(그래픽, 시스템, 배경)
- MORIYA(그래픽, 채색)
- simo(그래픽, 채색)
- KATE(배경음, 주제곡)
- Number201(배경음, 주제곡)
- 제국소년(Girl` Work 배경)
- 호시조라 메테오(시나리오라이터)
- 묘가다니 진로쿠(시나리오라이터)
- 아이쿠라 치히로(채색, 일러스트)

## 역사

### 동인 시절
주식회사 컴파일의 일러스트레이터 타케우치 타카시를 중심으로 1999년 결성되었고 2000년에 월희를 발매했다. 월희는 동인게임으로 대히트를 쳤고, 당시 월희제작 이후 해산될 예정이었으나. 계속 존속되어, 2001년에는 가월십야, 월희PLUS-DISC 등을 발매했다.
2002년 12월 28일, 와타나베 제작소와 공동 제작으로 격투 비주얼노벨 게임 멜티 블러드를 발매해 큰 인기를 끌었다. 멜티 블러드발매 이후, 다음 작품인 페이트 스테이 나이트 제작에 착수했다.페이트 스테이 나이트는 동인 작품으로서 기획되었지만 한계를 느끼고 타입문은 상업회사로 이행하기로 결정한다.
2003년에 상업 이행을 발표한 다음 노츠를 설립, 그때까지 발표한 월희, 월희PLUS-DISC, 가월십야 등을 수록한 월상을 발매하고 동인 활동을 중지했다.

### 현재
타입문은 2004년 1월 30일에 상업 게임 메이커로서 첫 번째 작품인 페이트 스테이 나이트를 발매했다. 이 작품은 동인 서클일 때 차기 작품으로서 예고되었던 것으로, 팬들의 열광적 지지를 받았다. 그해 6월에는 월희와 세계관을 공유하는 나스 키노코의 소설 공의 경계가 고단샤에서 발매되었고, 2005년 10월 28일에 페이트 스테이 나이트의 팬디스크 페이트 할로우 아타락시아가 발매되었다.
2006년, 코믹 마켓71에서 니트로플러스와 합작하여, 소설 Fate/Zero를 발매했다(전4권). 이 소설은 페이트/스테이 나이트의 이야기가 전개된 시점에서 10년전의 이야기를 다룬 작품이다. 2007년 4월 19일, 플레이스테이션 2판인 페이트/스테이 나이트 레아르타 누아가 발매되었다.

## 회사 작품 목록

### 동인 작품
- 월희
- 월희PLUS-DISC
- 가월십야
- 월상

(아래는 와타나베 제작소와 공동 제작)
- Melty Blood
  - Melty Blood ReACT
  - Melty Blood ReACT Final Tuned

### 본사 작품
- Fate/stay night
  - Fate/hollow ataraxia
- 마법사의 밤
- 월희 -A piece of Blue Glass Moon-
- 월희 -The other side of red garden-

### 도서
- 마법사의 밤
- Angel Notes
- 공의 경계
  - 공의 경계 문고판
  - 공의 경계 미래복음
- Fate/Zero1~4권 동인소설
  - Fate/Zero1~6권 상업(성해사)
- DDD
- CANAAN
- 소라노소토
- 타입문 에이스
- 달의 산호
- 4월의 마녀의 방 2011.04.01~15일까지 웹한정 컨텐츠
- Fate/Apocrypha
- 파이어걸

### TV 애니메이션
- 진월담 월희
- Fate/Stay Night
- CANAAN
- 공의 경계
- Fate/Zero
- Girl` Work
- Fate/kaleid liner 프리즈마☆이리야
- Fate/Stay night REMAKE Unlimited Blade Works
- Fate/Stay night Heaven's feel
- Fate/EXTRA Last Encore
- Fate/Grand Order -절대마수전선 바빌로니아-

### 극장판
- 공의 경계
- Fate/Stay Night Unlimited Blade Works
- Fate/Grand Order -신성원탁영역 카멜롯-

### OVA
- Fate/stay night TV reproduction
- Carnival Phantasm
- Fate/Grand Order -First Order-
- Fate/Grand Order -Moonlight/Lost room-

### 플레이스테이션
- Melty Blood Act Cadenza,ps2
  - Melty Blood Actress Again,ps2
- Fate/stay night [Realta Nua],ps2
  - Fate/stay night [Realta Nua]-BEST-,ps2
  - Fate/Tiger Colosseum,psp
  - Fate/Tiger Colosseum -BEST-,psp
  - Fate/Tiger Colosseum Upper,psp
  - Fate/Tiger Colosseum Upper -BEST-,psp
  - Fate/unlimited codes,ps2
  - Fate/unlimited codes -BEST-,ps2
  - Fate/unlimited codes Portable,psp
  - Fate/unlimited codes Portable -BEST-,psp
  - Fate/EXTRA,psp
  - Fate/EXTRA CCC,psp
  - Fate/stay night [Realta Nua],ps vita
  - Fate/Samurai Remnant,ps4,ps5
- 토비다세! 트러블 화투 도중기,psp
- 토비다세! 초시공 트러블 화투 도중기,psp
- 428 봉쇄된 시부야(보너스시나리오2),psp,ps3

### PC
- Melty Blood Act Cadenza ver.B

### wii
- 428 봉쇄된 시부야(보너스시나리오2)
- 428 봉쇄된 시부야 -BEST- (보너스시나리오2)

### 아케이드
- Melty Blood Act Cadenza
  - Melty Blood Actress Again
  - Melty Blood Actress Again Current Code
- Fate/unlimited codes

### 코믹스
- 진월담 월희
- Fate/stay night
- Melty Blood
- Fate／Kaleid liner 프리즘☆이리야
- CANAAN
- 아넨엘베의 일상
- 공의 경계
- Fate/Zero
- Fate/extra
- 달의 산호
- TYPE-MOON 학교 치비츄키!

### 드라마, 라디오 CD
- 공의 경계 부감풍경
- Sound Drama Fate/Zero 1~4권
- Fate/zero special Drama CD
- Fate/stay tune 세이버- side
- Fate/stay tune 토오사카 - side
- Fate/stay tune 1~2권
- 공의 경계 the Garden of listeners 1~2권
- 공의 경계 the Garden of wanderers 1~2권
- 공의 경계 the Garden of wanderers Final
- 공의 경계 the Garden of winters
- Melty Blood ~골목 안 피라미드 나이트
- Fate/Tiger Colosseum
- Fate/Tiger Colosseum Upper
- ALL AROUND TYPE－MOON ~아넨엘베의 하루~
- CANAAN 마리아와 윤윤의 샹하이 반점에서 만납시다
- CANAAN 리·샹하이반점 헤비통신
- Fate/stay tune -UNLIMITED RADIO WORKS-
- TYPE-MOON VOICE PHANTASM 히비치카 라디오
- Fate/Zero ~라디오 마테리얼~
- Fate/kaleid liner 프리즈마☆이리야 쯔바이

### 모바일
- 마법사의 상자
- Fate/Grand Order
- Fate/EXTELLA

## 관련인
- 나리타 료우고(Fate/strange fake 시나리오)
- 코바야시 진(교토,봄 원화)
- 류키시07
- 타케나시 에리(Girl` Work 원화,Take moon 원작,Carnival Phantasm 원화)
- 타케미야 유유코
- 우로부치 겐(Fate/zero 글)
- 가사이 기요시
- 하루노 토모야
- 히로에 레이
- 사카이 노부카즈(Fate/stay night 배경작화 전소속인)
- 하루노 토모야
- 니시오 이신
- 키쿠치 히데유키
- 아야츠지 유키토
- 히로야마 히로시(Fate/kaleid liner 프리즘☆이리야 원작)
- 히가시데 유이치로(Fate/Apocrypha 시나리오)